# もっと!日向坂になりましょう
『もっと！日向坂になりましょう』（もっと！ひなたざかになりましょう、略称：ひななり）は、Leminoで配信されている日向坂46 四期生初の冠バラエティー番組。2023年4月24日から2024年3月20日までは『日向坂になりましょう』。2024年4月1日配信分からはリニューアルされて『もっと！日向坂になりましょう』として配信されている。

## 概要

### 日向坂になりましょう
あらゆる場所で活躍している先輩メンバーに追いつく為、必要なスキルを講師である芸能界の先輩から学ぶ成長バラエティ番組。隔週水曜日に更新されていた。

### もっと！日向坂になりましょう
これまで様々なジャンルの基礎を学んできた四期生が、次のステップとしてより細かいスキルをマスターしプロフェッショナルになるための成長バラエティ番組。毎週月曜日に更新。30分の「本編」と前週の本編の未公開部分となる「番外編」を交互に配信している（企画によっては本編2週の後に番外編の場合もある）。また、番外編の更新日には翌週の本編の冒頭10分間をLeminoの公式YouTubeチャンネルで先行公開している。
番組ハッシュタグは「#ひななり」。

## レギュラー出演者
- 日向坂46 四期生[1]
  - 石塚瑶季	、小西夏菜実、清水理央	、正源司陽子、竹内希来里、平尾帆夏、平岡海月、藤嶌果歩	、宮地すみれ、山下葉留花、渡辺莉奈
  - その他、一期生〜三期生の先輩メンバーの中から1人が見届け人として出演。

過去の出演者
- 日向坂46 四期生
  - 岸帆夏

## 配信日程

### 日向坂になりましょう
| 回 | 配信日   | 配信日   | 講座                                                   | 講師                                                   | 出演者                                    |
| 回 | 本編     | 番外編   | 講座                                                   | 講師                                                   | 出演者                                    |
| -- | -------- | -------- | ------------------------------------------------------ | ------------------------------------------------------ | ----------------------------------------- |
| 1  | 4月26日  | 5月3日   | 日向坂46を知りましょう！                               | 佐藤満春（どきどきキャンプ）                           | 四期生                                    |
| 2  | 5月10日  | 5月17日  | 自分の目標をプレゼンしましょう！                       | 浜谷健司（ハマカーン）                                 | 四期生                                    |
| 3  | 5月24日  | 5月31日  | 街ブラロケのイロハを押さえましょう！                   | なすなかにし                                           | 石塚瑶季 清水理央 平尾帆夏 藤嶌果歩       |
| 4  | 6月7日   | 6月14日  | 何かと役立つ持ちネタを開発しましょう！                 | 岡田圭右（ますだおかだ）                               | 正源司陽子 竹内希来里 宮地すみれ 渡辺莉奈 |
| 5  | 6月21日  | 6月28日  | ファッションセンスを磨きましょう！                     | 江野沢愛美 芝大輔（モグライダー）                      | 小西夏菜実 平岡海月 藤嶌果歩 宮地すみれ   |
| 6  | 7月5日   | 7月12日  | アナウンス術を学びましょう！                           | 磯貝初奈                                               | 石塚瑶季 岸帆夏 竹内希来里 山下葉留花     |
| 7  | 7月19日  | 7月26日  | 夏なんでホラー怪演を勉強しましょう！                   | 頃安祐良 ラバーガール                                  | 清水理央 正源司陽子 平尾帆夏 藤嶌果歩     |
| 8  | 8月2日   | 8月9日   | カッコイイダンスを習得しよう！                         | SAM（TRF）                                             | 石塚瑶季 平岡海月 宮地すみれ 渡辺莉奈     |
| 9  | 8月16日  | 8月23日  | モノマネのレパートリーを増やしましょう！               | Mr.シャチホコ みかん みはる（コロンブス） メルヘン須長 | 小西夏菜実 平尾帆夏 藤嶌果歩 山下葉留花   |
| 10 | 8月30日  | 9月6日   | 未開拓のスポーツサポーターを目指そう！                 | ロッチ                                                 | 清水理央 正源司陽子 平岡海月 渡辺莉奈     |
| 11 | 9月20日  | 9月27日  | 芸能界のコミュ力を高めましょう！                       | タイムマシーン3号                                      | 清水理央 平尾帆夏 宮地すみれ 山下葉留花   |
| 12 | 10月4日  | 10月11日 | 話芸のスキルを向上させましょう！                       | 瀧川鯉斗                                               | 清水理央 小西夏菜実 平岡海月 藤嶌果歩     |
| 13 | 10月18日 | 10月25日 | 食リポの極意を学ぼう！                                 | チャンカワイ（Wエンジン）                              | 岸帆夏 正源司陽子 平尾帆夏 山下葉留花     |
| 14 | 11月8日  | 11月15日 | ミュージカルのスキルを学びましょう!                    | 浜谷健司（ハマカーン） 久保佳那子                      | 小西夏菜実 平尾帆夏 平岡海月 宮地すみれ   |
| 15 | 11月22日 | 11月29日 | アザトカワイイ仕草を身につけよう！                     | レインボー 美有姫                                      | 石塚瑶季 平尾帆夏 藤嶌果歩 宮地すみれ     |
| 16 | 12月6日  | 12月13日 | 時は来た！トーク番組にお呼ばれに備え仕上がっていこう！ | 勝俣州和 佐々木久美（日向坂46）                        | 清水理央 正源司陽子 平尾帆夏 山下葉留花   |
| 17 | 12月20日 | 12月27日 | 今年1年で学んだ事を共有しましょう!                     | 佐藤満春（どきどきキャンプ）                           | 四期生                                    |

| 回 | 配信日  | 配信日  | 講座                                          | 講師                                                       | 出演者                                    |
| 回 | 本編    | 番外編  | 講座                                          | 講師                                                       | 出演者                                    |
| -- | ------- | ------- | --------------------------------------------- | ---------------------------------------------------------- | ----------------------------------------- |
| 18 | 1月3日  | 1月10日 | お正月なので王道バラエティ対決で盛り上がろう! | 原口あきまさ                                               | 四期生                                    |
| 19 | 1月17日 | 1月24日 | ひらめき脳を鍛えましょう!                     | 林輝幸（クイズ制作集団・Q星群代表） 佐々木久美（日向坂46） | 平岡海月 藤嶌果歩 宮地すみれ 山下葉留花   |
| 20 | 2月7日  | 2月14日 | 目指せ!超一流モデル表情とポージング講座       | 島田ひろみ（モデル） 野呂佳代 加藤史帆（日向坂46）         | 渡辺莉奈 正源司陽子 宮地すみれ 小西夏菜実 |
| 21 | 2月21日 | 2月28日 | ライブパフォーマンスを向上させよう！          | NANA（MAX） 山口陽世（日向坂46）                           | 石塚瑶季 清水理央 平岡海月 山下葉留花     |
| 22 | 3月6日  | 3月13日 | 情報番組のリポーター術を習得しよう！          | 菊地亜美 佐々木美玲（日向坂46）                            | 小西夏菜実 竹内希来里 平岡海月 山下葉留花 |
| 23 | 3月20日 | 3月27日 | ひな壇の立ち回り方を学びましょう！            | 小籔千豊 髙橋未来虹（日向坂46）                            | 清水理央 平尾帆夏 宮地すみれ 山下葉留花   |

### もっと！日向坂になりましょう
| 回 | 配信日   | 配信日   | 講座                                                 | 講師                                                        | 出演者                                    |
| 回 | 本編     | 番外編   | 講座                                                 | 講師                                                        | 出演者                                    |
| -- | -------- | -------- | ---------------------------------------------------- | ----------------------------------------------------------- | ----------------------------------------- |
| 1  | 4月1日   | 4月8日   | 本格アクション習得を目指しましょう！                 | 竹内康博（JAE） 浜谷健司（ハマカーン） 富田鈴花（日向坂46） | 小西夏菜実 清水理央 正源司陽子 藤嶌果歩   |
| 2  | 4月15日  | 4月22日  | 四期生のeスポーツ女王を一旦決めましょう！            | ロングコートダディ 馬人 丹生明里（日向坂46）                | 平尾帆夏 平岡海月 竹内希来里 渡辺莉奈     |
| 3  | 5月6日   | 5月13日  | リアクション女王を目指しましょう！                   | ロッチ 森本茉莉（日向坂46）                                 | 石塚瑶季 清水理央 平岡海月 渡辺莉奈       |
| 4  | 5月20日  | 5月27日  | 独自のワードセンスを磨きましょう！                   | 西田幸治（笑い飯） 上村ひなの（日向坂46）                   | 平尾帆夏 平岡海月 宮地すみれ 山下葉留花   |
| 5  | 6月3日   | 6月10日  | もっと演技の幅を広げたい コメディを学ぼう！          | ダウ90000 松田好花（日向坂46）                              | 石塚瑶季 小西夏菜実 正源司陽子 平尾帆夏   |
| 6  | 6月17日  | 6月24日  | 目指せコメンテーター！ 腹を割って討論しましょう！    | 武井壮 髙橋未来虹（日向坂46）                               | 小西夏菜実 竹内希来里 藤嶌果歩 宮地すみれ |
| 7  | 7月1日   | 7月8日   | プレゼン力を磨いて地元をPRしましょう！！             | 銀シャリ 河田陽菜（日向坂46）                               | 石塚瑶季 竹内希来里 平尾帆夏 平岡海月     |
| 8  | 7月15日  | 7月22日  | 遂に来たアイドルの王道！青春演技を学ぼう！           | 金子由里奈 サルゴリラ 上村ひなの（日向坂46）                | 清水理央 正源司陽子 藤嶌果歩 渡辺莉奈     |
| 9  | 8月5日   | 8月12日  | バズるオリジナルダンスを開発しよう！                 | パワーパフボーイズ 東村芽依（日向坂46）                     | 清水理央 渡辺莉奈 藤嶌果歩 宮地すみれ     |
| 10 | 8月19日  | 8月26日  | ぶっとんだセンスの持ち主を発掘しましょう！           | くっきー！（野性爆弾） 山口陽世（日向坂46）                 | 竹内希来里 小西夏菜実 平尾帆夏 山下葉留花 |
| 11 | 9月2日   | 9月9日   | 半期だよ！全員集合！四期生運動能力No.1決定戦！！     | レインボー                                                  | 四期生                                    |
| 12 | 9月16日  | 9月23日  | 半期だよ！全員集合！四期生運動能力No.1決定戦！！後半 | レインボー                                                  | 四期生                                    |
| 13 | 10月7日  | 10月14日 | おダサ回避！モテファッションを習得しよう！           | 植松晃士 東京ホテイソン 加藤史帆（日向坂46）                | 竹内希来里 平尾帆夏 平岡海月 渡辺莉奈     |
| 14 | 10月21日 | 10月28日 | 目指せ！ゴットタレント！英語力を身につけましょう！   | CRAZY COCO 高瀬愛奈（日向坂46）                             | 石塚瑶季 小西夏菜実 宮地すみれ 山下葉留花 |
| 15 | 11月4日  | 11月11日 | 一目置かれる料理を学びましょう！！                   | 茂出木浩司 井上裕介（ノンスタイル） 富田鈴花（日向坂46）    | 石塚瑶季 清水理央 宮地すみれ 藤嶌果歩     |
| 16 | 11月18日 | 11月25日 | ひとりでできるもん！四期生ソロロケ女王決定戦！       | ビビる大木 河田陽菜（日向坂46）                             | 竹内希来里 清水理央 平尾帆夏 山下葉留花   |
| 17 | 12月2日  | 12月9日  | 目指せ声優仕事ゲット！良い声メンバーを探しましょう！ | 東山奈央 井上裕介（ノンスタイル） 小坂菜緒（日向坂46）      | 竹内希来里 小西夏菜実 清水理央 正源司陽子 |
| 18 | 12月16日 | 12月23日 | もっとアザトカワイイ仕草を身につけよう！             | 美有姫 サルゴリラ 金村美玖（日向坂46）                      | 小西夏菜実 平岡海月 藤嶌果歩 宮地すみれ   |
| 19 | 12月30日 | -        | 年末なので1年間を振り返りましょう！！                | -                                                           | 四期生                                    |

| 回 | 配信日  | 配信日  | 講座                                               | 講師                                | 出演者                                  |
| 回 | 本編    | 番外編  | 講座                                               | 講師                                | 出演者                                  |
| -- | ------- | ------- | -------------------------------------------------- | ----------------------------------- | --------------------------------------- |
| 20 | 1月6日  | -       | 飛躍の年へ！四期生の一体感を高めましょう！         | 佐藤満春（どきどきキャンプ）        | 四期生                                  |
| 20 | -       | 1月13日 | 番外特別編 持ちネタ女王決定戦！前編                | 西田幸治（笑い飯） 磯貝初奈         | 四期生                                  |
| 20 | -       | 1月20日 | 番外特別編 持ちネタ女王決定戦！後編                | 西田幸治（笑い飯） 磯貝初奈         | 四期生                                  |
| 21 | 1月27日 | 2月3日  | ラジオパーソナリティー力を磨きましょう！           | 三四郎 松田好花（日向坂46）         | 小西夏菜実 清水理央 平尾帆夏 平岡海月   |
| 22 | 2月10日 | 2月17日 | 演技の幅を広げるためにエチュードに挑戦しよう！     | かもめんたる 佐々木美玲（日向坂46） | 正源司陽子 竹内希来里 藤嶌果歩 渡辺莉奈 |
| 23 | 2月24日 | 3月3日  | もっと！かわいいを磨きましょう！！                 | エルフ 上村ひなの（日向坂46）       | 竹内希来里 藤嶌果歩 山下葉留花 渡辺莉奈 |
| 24 | 3月10日 | 3月17日 | 四期生のテーブルゲーム女王を決めましょう！         | 東京ホテイソン 山口陽世（日向坂46） | 石塚瑶季 正源司陽子 平尾帆夏 宮地すみれ |
| 25 | 3月24日 | 3月31日 | またまた半期だよ 全員集合 四期生知識No.1決定戦！！ | レインボー                          | 四期生                                  |
| 26 | 4月7日  | 4月14日 | 目指せ生放送出演！完パケ疑似生トーーク！           | 勝俣州和 松田好花（日向坂46）       | 清水理央 平尾帆夏 藤嶌果歩 山下葉留花   |

## スタッフ

### 日向坂になりましょう
- 企画：秋元康
- ナレーター：水希凛
- 構成：あないかずひさ
- CAM：神尾淳
- 音効：吉田達朗
- 編集：手塚友美
- オープニングイラスト：AiLeeN
- AUD：戸ノ崎沙綾
- MA：八馬ことり
- 撮影協力：SWISH JAPAN、IMAGICA
- AD：立田悠介、安井史織、蓮井悠太、邨谷美紅
- AP：羽場愛、桑原友香
- ディレクター：倉橋雄亮、大石橋健太、山口堅太郎、伊達秀昭
- ブロデューサー：谷口正樹（NTTドコモ）、鈴木快明、長尾真
- エグゼクティブプロデューサー：田中智則（NTTドコモ）
- 制作協力：Y&N Brothers、Seed & Flower、K-max
- 制作：World Career
- 製作・著作：NTTドコモ

### もっと！日向坂になりましょう
- 企画：秋元康
- ナレーター：水希凛
- 構成：あないかずひさ
- CAM：神尾淳
- 音効：蜂須賀澄人
- 編集：白取大
- オープニングイラスト：AiLeeN
- AUD：戸ノ崎沙綾
- MA：八馬ことり
- 撮影協力：SWISH JAPAN、IMAGICA
- AD：鈴木友佑、磯貝郁奈、河野誠、菊池彪、安井史織、石濱雄希、谷本遼太
- AP：三浦寿孝（NTTドコモ）、羽場愛、望月麻衣
- ディレクター：倉橋雄亮、大石橋健太、山口堅太郎、伊達秀昭、坂本健一郎
- ブロデューサー：上田徳浩（NTTドコモ）、長尾真、須賀田大（NTTドコモ）、鈴木快明
- エグゼクティブプロデューサー：佐藤久道（NTTドコモ）
- 制作協力：Y&N Brothers、Seed & Flower、K-max
- 制作：World Career
- 製作・著作：NTTドコモ